# カヤツリグサ属
カヤツリグサ属 (Cyperus) は、カヤツリグサ科の主要なグループのひとつである。

## 特徴
カヤツリグサ属は、単子葉植物綱カヤツリグサ科の代表的な属である。多くは水湿地に生えるが、海岸に生育するものもあり、畑の雑草となるものもある。少数ながらパピルスのような有用種もある。世界の熱帯から亜熱帯を中心に分布し、温帯まで広がるものがある。約700種が知られている。日本からは40ほどの種や変種、それに自然雑種が知られている。外来種もいくつか知られている。また在来種とされている種でも、史前帰化植物ではないかと考えられているものもある。
小さいものは高さ数cmのものから、大きいものは4mを越えるものまである。一年性のものは地下部があまり発達せず、多年生のものでは塊状の地下部をもつものや、匍匐茎を発達させるものもある。いずれにせよ、根元に数枚の葉をもち、そこから枝分かれしない花茎が上に伸び、その先端には数枚の苞に囲まれて花序が生じる。茎の途中には節がない。
花序は多数の小穂が軸の回りに並んでつくものが単位となって、軸が長ければブラシ状になり、短ければ掌状、あるいは頭状になる。それがいくつも茎の先端から出る。また、それを支える柄が短く、全体が花茎の先端に頭状に集まるものもある。
小穂は鱗片が2列に並んだもので、多くの場合、雄しべと雌しべだけを備えた花が1枚の鱗片の下に収まり、1つの小穂は多数の花からなるのが普通である。花の数が少ないものもあり、ヒメクグ類では二つしか花を含まない。ホタルイ属などにみられる花被に由来する構造などはみられない。果実は三角形の断面を持つかやや扁平で、柱頭は細長く伸びて基部がふくらんだりはしない。
小穂は偏平な楕円形から線形のものが多い。多くのものでは熟した果実が鱗片と共に脱落し、後に小軸が残る。ただし、例外もある。ムツオレガヤツリは小穂の小軸が鱗片1枚毎に折れるようになっている。イヌクグやヒメクグでは、小穂の基部に関節があって、小穂まるごと脱落する。

## 形と生態
全体の姿は種によって大きく異なる。葉の形になるのは、花茎の根元の根出葉と、花茎の先端の苞葉である。両方が少しずつあるものもあれば、どちらかがよく発達するものもある。
根出葉が発達して、苞がほとんど目立たないものは、裸地に生えるハマスゲなどがある。カヤツリグサでは若いときは根出葉が発達するが、花茎が伸びると次第に苞の方が目立つようになる。メリケンガヤツリは、大型種で、苞も発達するが、根出葉もとても大きくなる。
苞の方がよく発達するタイプもある。シュロガヤツリは、極端に苞だけが発達するもので、根出葉は葉身がなく、苞だけが多数出て、茎の一本それぞれが、ヤシの木の樹形のようになったものである。
根出葉も苞も発達せず、茎だけになったものもある。日本ではシチトウがこれで、細長い茎だけが浅い水底から抜き出て並ぶ形になる。パピルスもこのタイプで、先端に伸びる髪の毛状の房は、すべて花軸である。
多くの種が湿地に生育する。日本では水田やその周辺で多くの種を見ることができる。大型種は水辺に大きな群落を作るものもある。シチトウは河口の干潟周辺に群落を作り、沖縄ではマングローブの周辺に顔を出す。
より乾燥した土地に生育するものもある。ハマスゲは乾燥に強く、地下に塊状の地下茎をもち、匍匐茎を横に伸ばすので、やっかいな雑草である。

## 分類
カヤツリグサ属はその範囲のとり方にいくつかの説がある。広義のカヤツリグサ属の中には、小穂が一花で、小穂がその付け根で脱落するヒメクグ属 (Kyringa)、小穂が鱗片一枚分ずつ関節を持って折れるムツオレガヤツリ属、鱗片の中の果実が左右から偏平になるカワラスガナ属など、独立した属として認められることもあるものを多数含む。近年は分子系統に基づく解析も行われており、旧来の細分属は系統を反映しないという判断もあり、またカヤツリグサ属が側系統であるとの判断があり、ヒンジガヤツリ属など数属を含める説が浮上している。
以下に日本産のものを中心に代表的なものを上げる。下位分類は旧来のものによる。
カヤツリグサ属 Cyperus
- （狭義のカヤツリグサ属　Cyperus）
  - ツクシオオガヤツリ　C. Ohwii Kuekenth.

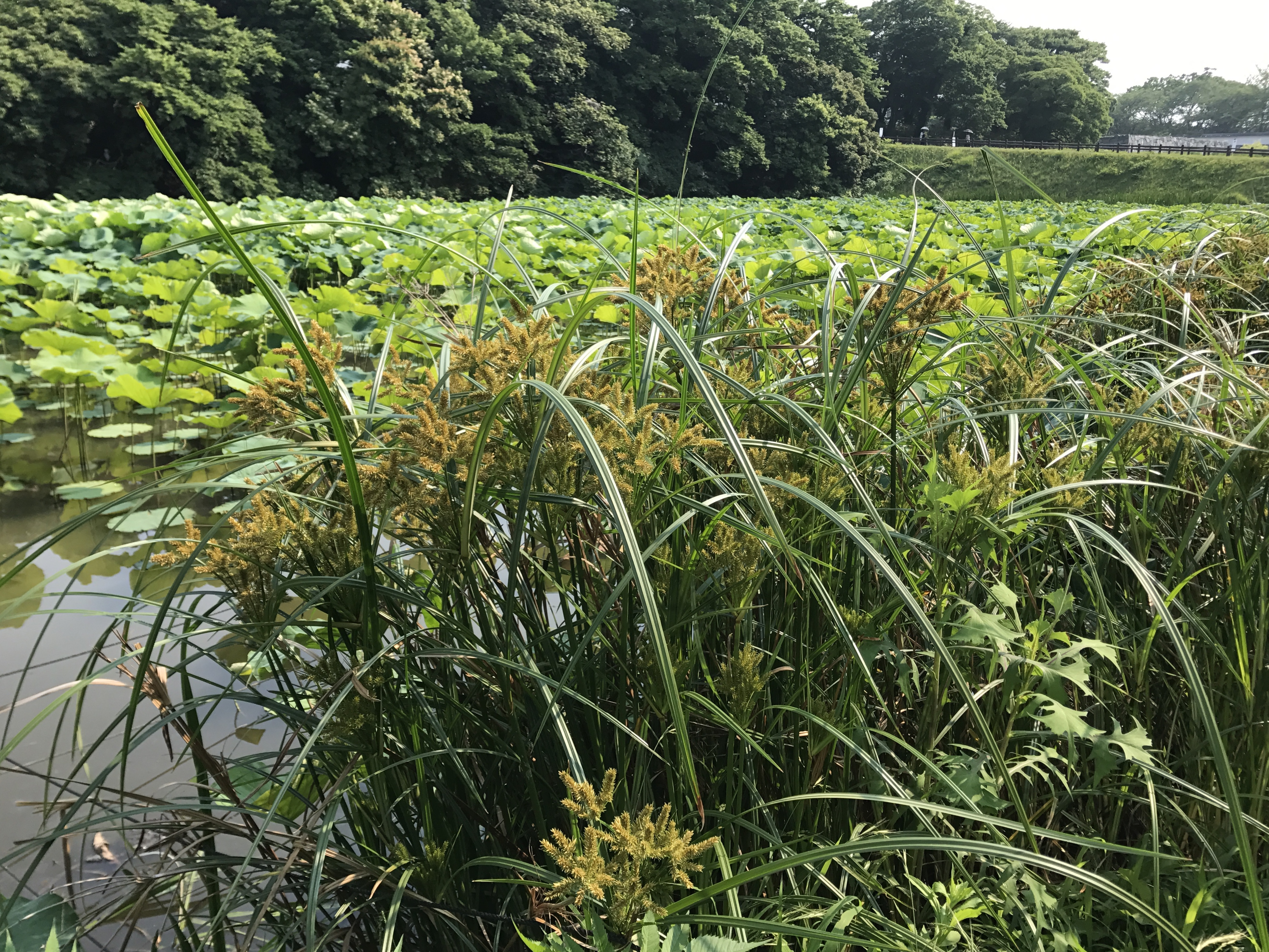
日本国内において、福岡城の堀などごくわずかな場所にしか生えないツクシオオガヤツリ

- - カミガヤツリ（パピルス） C.papyrus L.
  - シュロガヤツリ C. alternifolius L.
  - ショクヨウガヤツリ C. esculentus L.
  - カンエンガヤツリ C. exaltatus Retz. var. iwasakii (Makino)
  - オニガヤツリ C. pilosus Vahl
  - クグガヤツリ C. compressus L.
  - コアゼガヤツリ C. haspan L.
  - ヒメガヤツリ（ミズハナビ） C. tenuispica Steud.
  - カヤツリグサ C. microiria Steud.
  - コゴメガヤツリ C. iria L.
  - ウシクグ C. orthostachyus Franch. et Savat.
  - ヒナガヤツリ C. flaccidus R. Br.
  - タマガヤツリ C.difformis L.
  - メリケンガヤツリ C. eragrostis Lamark
  - ヌマガヤツリ C. glomeratus L.
  - シチトウ C. monophyllus Vahl
  - ハマスゲ C. rotundus L.
- （ミズガヤツリ属 Juncellus）
  - ミズガヤツリ C. serotinus Rottb.
  - アオガヤツリ C. nipponicus Franch. et Savat.
  - シロガヤツリ C. pacificus (Ohwi) Ohwi
- （カワラスガナ属 Pycereus）
  - カワラスガナ C.sanguinolentus Vhal
  - ムギガラガヤツリ C. unioloides R. Br.
  - アゼガヤツリ C. flavidus Retz.
  - イガガヤツリ C. polystachyos Rottb.
- （イヌクグ属 Mariscuc）
  - イヌクグ C. cyperoides (L.) O. Kuntze
- （ムツオレガヤツリ属 Toulinium）
  - ムツオレガヤツリ（キンガヤツリ） C. odoratus L.
- （ヒメクグ属 Kyllinga）
  - ヒメクグ C. brevifolius (Rottb.) Hassk. var. leiolepis (Franch. et Savat.) T. Koyama